# Хино, Тэрумаса
Тэрумаса Хино (яп. 日野 皓正 Хино Тэрумаса, род. 25 октября 1942) — японский джазовый музыкант, играющий на трубе, корнете и флюгельгорне. В 2004 году он был награждён Медалью Почёта с пурпурной лентой. В 2019 году Хино удостоился ордена Восходящего солнца 4 степени.

## Биография
Тэрумаса Хино родился 25 октября 1942 года в Токио. Его отец был трубачом и чечёточником. Младший брат, Мотохико Хино (1946—1999), был джазовым барабанщиком. В девять лет Тэрумаса начал играть на трубе. В подростковом возрасте он разбирал джазовые соло таких музыкантов, как Клиффорд Браун, Майлз Дэвис, Фредди Хаббард и Ли Морган. В 1955 году он начал музыкальную карьеру, выступая в клубах, которые посещали американские военнослужащие.
В 1965 году Хино присоединился к квинтету Хидэо Сираки, в котором оставался до 1969-го, после чего он стал уделять всё время собственному коллективу, созданному ранее. Он выпустил дебютный сольный альбом Alone, Alone and Alone (1967), а также при участии пианиста Масабуми Кикути — альбом Hino-Kikuchi Quintet (1968). Высокие оценки критиков получил вышедший в 1969 году альбом Hi-Nology. Совместно с рок-группой Flower Travellin’ Band Хино записал сингл «Crash» (1970). После этого он выступал на различных джазовых фестивалях, например на Berliner Jazztage в 1971 году. На альбомах Into the Heaven (1970), Vibrations (1971) и Journey Into My Mind (1974) он отошёл в сторону фанка, фри-джаза и авангардного джаза.
К середине 1970-х годов Хино обосновался в Нью-Йорке. В конце 1980-х и в 1990-х годах он стал проводить больше времени в Японии, а также начал играть на корнете. За свою карьеру Хино сотрудничал с такими исполнителями, как Йоахим Кюн, Гил Эванс, Джеки Маклин, Хэл Галпер, Сэм Джонс, Рэнди Брекер, Нана Васконселос, Дэвид Либман, Эдди Гомес, Аирто Морейра, Харви Мейсон — младший, Джордж Мраз, Боб Мозес, Элвин Джонс, Альфонс Музон, Эдди Харрис, Грег Осби.

## Дискография
- Alone, Alone and Alone (1967)
- Feelin’ Good (1968)
- Hino-Kikuchi Quintet (с Масабуми Кикути, 1968)
- Swing Journal Jazz Workshop 1 Terumasa Hino Concert (1969)
- Hi-Nology (1969)
- Into the Heaven (1970)
- Journey to Air (1970)
- Alone Together (1970)
- Hino at Berlin Jazz Festival ’71 (1971)
- Vibrations (с Хайнцем Сауэром, 1971)
- Fuji (1972)
- Live! (1973)
- Taro’s Mood (1973)
- Journey into My Mind (1974)
- Into Eternity (1974)
- Mas Que Nada (1975)
- Speak to Loneliness (1975)
- Wheel Stone: Live in Nemuro (1975)
- Live in Concert (1975)
- Hogiuta (1976)
- May Dance (1977)
- Hip Seagull (1978)
- City Connection (1979)
- Horizon (1979)
- Daydream (1980)
- Wheel Stone: Live in Nemuro Vol. 2 (1981)
- Double Rainbow (1981)
- Pyramid (1982)
- New York Times (1983)
- Trans-Blue (1985)
- Trade Wind (1986)
- Detour (1988)
- Bluestruck (1989)
- From the Heart (1991)
- Live in Warsaw (1991)
- Spark (1994)
- With Kikuchi Acoustic Boogie (1996)
- Off the Coast (1997)
- Transfusion (2000)
- DNA (2001)
- DNA Live in Tokyo (2002)
- Here We Go Again (2003)
- Dragon (2005)
- Crimson (2006)
- Weakness in Execution (2008)
- Aftershock (2011)
- Mr. Happiness & Slipped Out (2012)